# Андриевский, Сергей Михайлович
Сергей Михайлович Андриевский (5 августа 1961, Николаев) — украинский астроном, доктор физико-математических наук, профессор, действительный член Академии наук высшей школы Украины,Заслуженный деятель науки и техники Украины

## Биография
В 1978 с золотой медалью окончил общеобразовательную школу и в том же году поступил на отделение астрономии физического факультета Одесского государственного университета. После окончания университета с отличием в 1983 году, до 1986 учился в аспирантуре Одесского университета. С 1986 по 1988 работал младшим научным сотрудником астрономической обсерватории. С 1988 года работает на кафедре астрономии ОГУ. С 1988 до 1992 — ассистент кафедры. На должности доцента кафедры с 1992 года. Ученое звание доцента кафедры получил в 1996 году. С 1999 г. по 2002 г. — докторант кафедры астрономии ОНУ. С декабря 2003 года выполнял работу на штатной должности профессора кафедры астрономии. С 2006 по 2016 годы был заведующий кафедрой. С 2006 по настоящее время -директор НИИ «Астрономическая обсерватория».
В октябре 1987 года защитил кандидатскую диссертацию, докторскую диссертацию защитил в ноябре 2002 года на заседании диссертационного совета при Главной Астрономической обсерватории Национальной Академии наук Украины. Тема диссертации: «Аномалии химического состава звёзд умеренных масс».
В различные периоды с 1993 года по 2017 год проходил научную стажировку в ведущих мировых научных центрах, в частности: в Департаменте физики звезд и галактик обсерватории Парижа и Медона (Франция), отделе физики звезд Института астрофизики города Потсдам (Германия), Институте астрономии, геофизики и атмосферных наук Университета Сан-Паулу (Бразилия), Департаменте астрономии Университета Кейз-Вестерн, штат Огайо, Кливленд (США).

## Педагогическая деятельность
На кафедре астрономии читал профилирующие лекционные и специальные курсы, руководил курсовыми и дипломными работами студентов. Подготовил трех кандидатов наук. Был научным консультантом у трех защитившихся докторантов.
За плодотворную учебную работу в 1997 году Андриевский С. М. получил звание соросовского доцента. Некоторые из его аспирантов работали в ведущих астрономических центрах Германии, Италии и СШАЧили.
С. М. Андриевский издал 4 пособия и методические указания для следующих курсов:
- «Теоретическая астрофизика»,
- «Общий курс астрономии»,
- «Релятивистская астрофизика»,
- «Астрономический практикум».

В 2007 году создал в соавторстве учебное пособие "Курс общей астрономии". В 2010 году издал учебник для студентов  высших учебных заведений "Курс общей астрономии" с грифом Министерства образования и науки Украины. А в 2019 году также в соавторстве выпустил переработанный и дополненный учебник "Общая астрономия"учебник. В рамках межвузовского договора между Одесским национальным университетом им. И. И. Мечникова и Приднестровским государственным университетом имени Т. Г. Шевченко Андриевский С. М. преподавал студентам кафедры теоретической физики физико-математического факультета ПГУ лекции по курсам «Физика звезд и межзвездной среды» и «Астрофизика». Провел подготовительную работу для открытия лаборатории астрофизики при Астрономическом центре ПГУ.

## Научная деятельность
Опубликовал более 200 научных работ. Печатается в зарубежных журналах с высоким импакт-факторомх, таких как:
- «Astronomy & Astrophysics»,
- «Astronomical Journal»,
- «Monthly Notices of the Royal Astronomical Society»,
- «Publications of the Astronomical Society Pacific»,
- «Astronomische Nachrichten»,
- «Astrophysics & Space Science».

Участвует в научных исследованиях, которые проводятся по плану научно-исследовательских тем кафедры астрономии и НИИ «Астрономическая обсерватория». В частности, был ответственным исполнителем и научным руководителем многих украинских и зарубежных проектов.
- «Колебательная неустойчивость звезд в двойных системах» (1992-1994, ответственный исполнитель),
- «Chemical evolution of the early Galaxy: blue straggler phenomenon» (1994-1995, Европейская южная обсерватория, научный руководитель),
- «Исследование физических особенностей зрение на отдельных, уникальных этапах эволюции» (1995-1997, научный руководитель),
- «Исследование пульсирующих сверхгигантов» (1998-2000, научный руководитель),
- «Изучение физико-химических свойств пульсирующих звезд и исследование структуры и эволюции Галактики» (2001-2003, научный руководитель.),
- «Исследование диска Галактики: новая концепция его строения и эволюции» (2004-2006, научный руководитель).

## Общественная деятельность
Председатель специализированного диссертационного совета по защитам докторских и кандидатских диссертаций по специальностям "Астрофизика, радиоастрономия" и "Теоретическая физика" при Одесском национальном университете имени И. И. Мечникова.
Неоднократно исполнял обязанности рецензента для многих отечественных и зарубежных  журналов.
Член редакционной коллегии Одесского астрономического календаря, а также главный редактор журнала «Odessa Astronomical Publications», член редколлегии "Журнал фізичних досліджень".
Председатель ученого совета НИИ «Астрономическая обсерватория».
Член ученого совета ОНУ.
Член Международного астрономического союза,
Европейского астрономического общества, Одесского астрономического общества.
С 2006 — член Совета Украинской астрономической ассоциации и ее вице-президент.

## Гранты и награды
- Грант Американского астрономического общества (1991),
- гранты Европейской южной обсерватории (Европейское Общество, 1994, 1995),
- грант «Соросовский доцент» (США, 1997),
- премия НАН Украины имени Н. П. Барабашова (2003),
- интернациональный грант имени А. Кретьена (США, 2003),
- грант Кенилворт (США, 2004, 2005, 2006, 2007).